# من در برابر موسیقی
من در برابر موسیقی (به انگلیسی: Me Against the Music) نام آهنگی از خواننده و آهنگ‌ساز پاپ آمریکایی بریتنی اسپیرز با همراهی مدونا است که به عنوان اولین تک‌آهنگ از چهارمین آلبوم استدیویی اش به نام داخل محدوده در تاریخ ۲۰ اکتبر ۲۰۰۳ به فرمت دیجیتال دانلود به بازار عرضه شد. در این آلبوم علاوه بر سبک همیشگی بریتنی یعنی دنس پاپ مقداری هیپ هاپ و در جاهایی هم از فانک استفاده شده‌است. بازتاب‌های بسیار خوبی از این ترانه شد در کشورهای استرالیا، دانمارک، مجارستان، ایرلند و اسپانیا این ترانه مقام اول را بدست آورد و در کشورهای کانادا، ایتالیا، نروژ و بریتانیا مقام دوم را بدست آورد. همچنین برنده بهترین آهنگ سبک دنس از مراسم بیلبورد ۲۰۰۴ شد. بریتنی و مدونا این ترانه را در برنامه‌های زنده ای از جمله ان اف ال کیک آف لایو، ستردی نایت لایو، آمریکن میوزیک آوارد ۲۰۰۳ و توتال رکوئست لایو اجرا کردند.